# Adolf Wolff (Architekt)

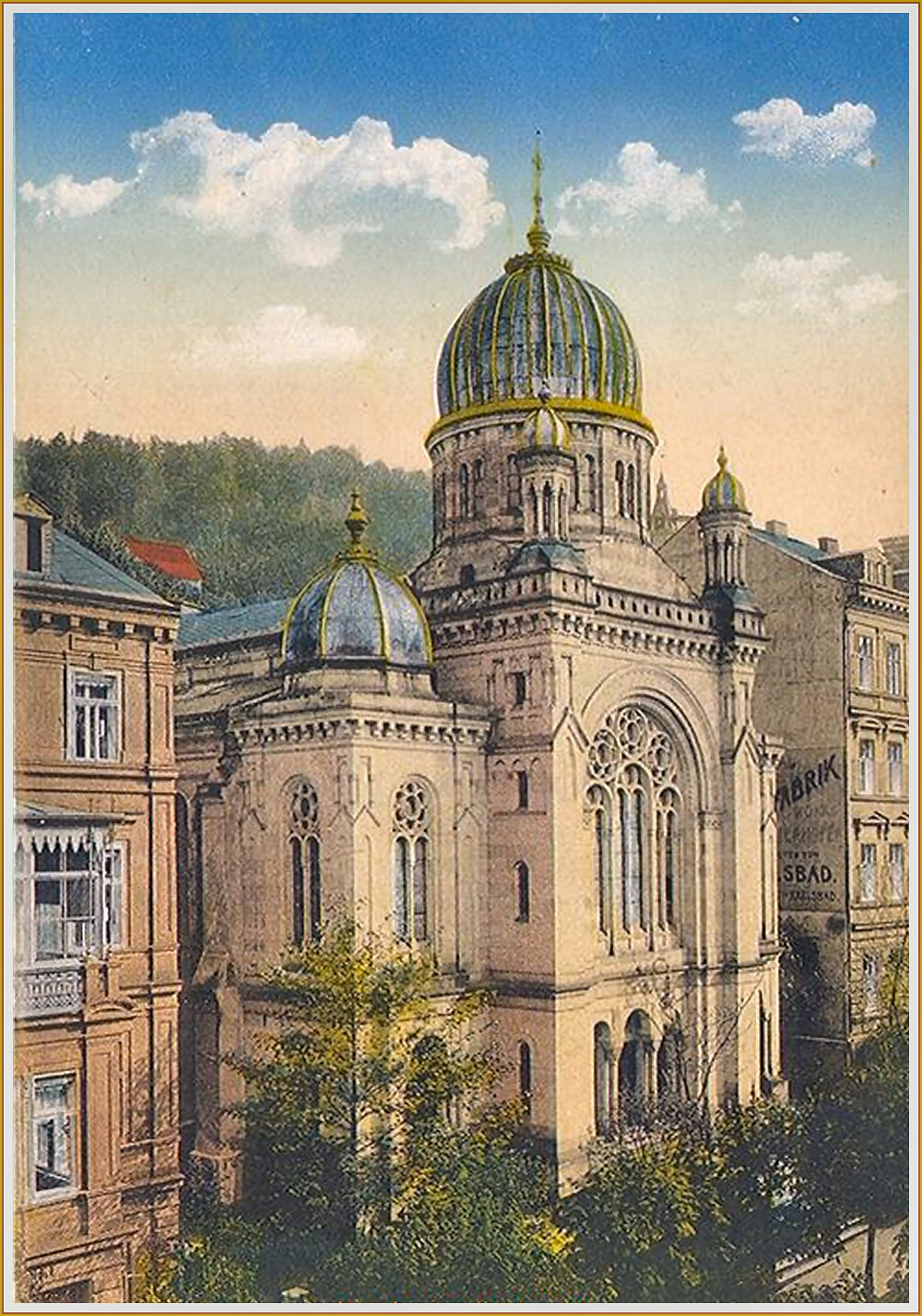
Synagoge in Karlsbad, Postkarte um 1900

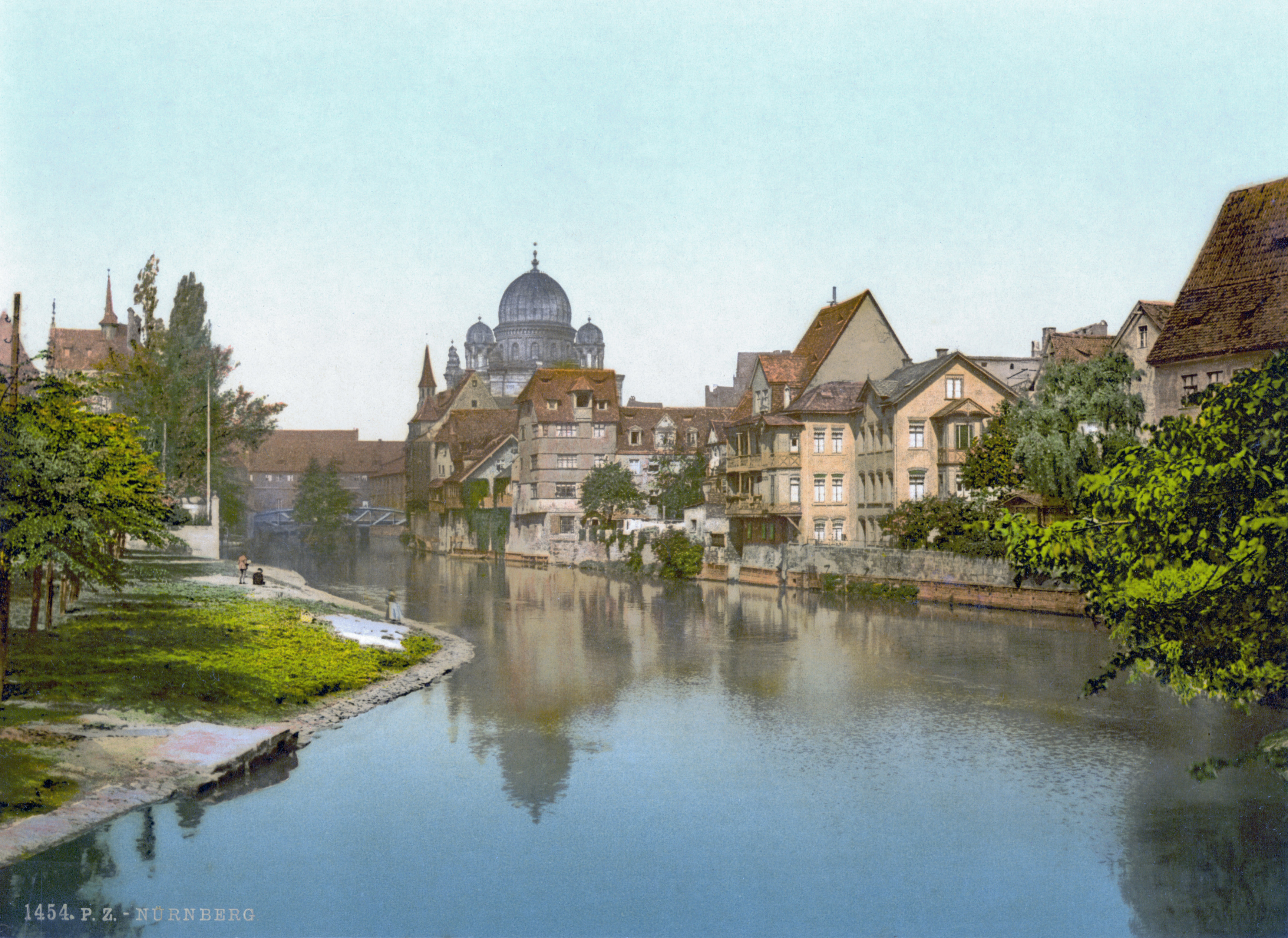
Nürnberg mit Synagoge, Postkarte um 1900

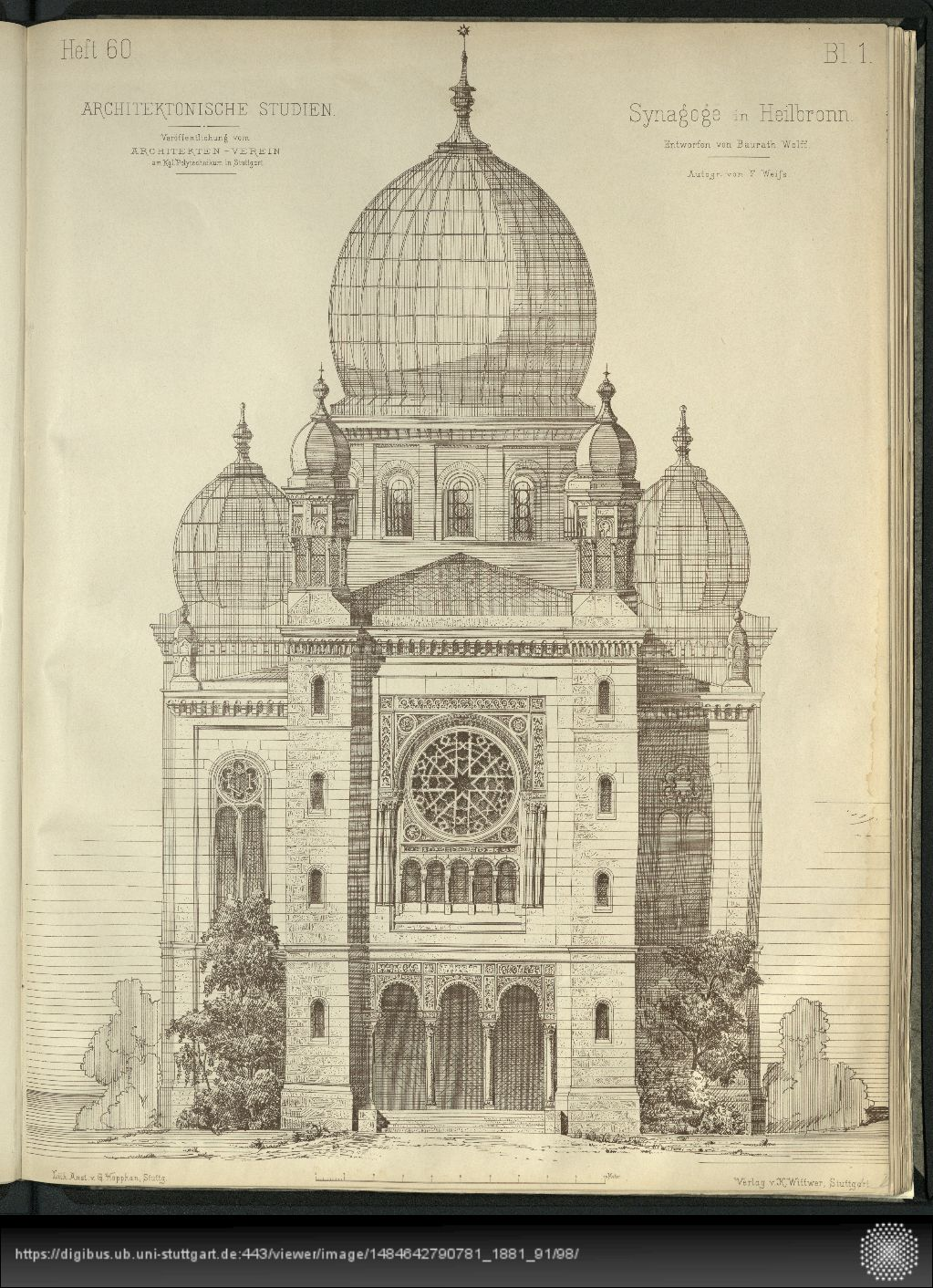
Synagoge in Heilbronn. Äußere Ansicht.

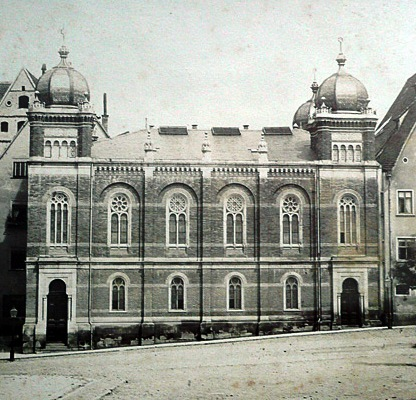
Alte Synagoge in Ulm

Christoph Adolf Wolff (* 10. August 1832 in Wäldenbronn; † 29. März 1885 in Stuttgart) war ein deutscher Architekt und Stadtbaurat in Stuttgart.

## Leben
Wolff wurde als Sohn von Christoph Friedrich Wolff (1789–1845) und seiner Frau Juliane Jakobine Seitz (1796–1859) in Wäldenbronn geboren und absolvierte ein Studium am Stuttgarter Polytechnikum bei Professor Gustav Adolf Breymann. Breymann selbst war mit dem Bau der Stuttgarter Synagoge beauftragt worden. Aufgrund des frühzeitigen Tods des Baumeisters am 17. August 1859 vollendete Wolff die Stuttgarter Synagoge. Danach erhielt er 1863 als Stadtbaumeister in Stuttgart den Auftrag, die Synagoge in Crailsheim umzubauen. 1864 heiratete er in Stuttgart Elise geborene Herter (1843–1894); aus der Ehe ging eine Tochter, Eugenie, hervor.
1869 errichtete Wolff die Synagoge in Ulm. 1870 siedelte er nach Nürnberg über und erbaute die Nürnberger Synagoge am Hans-Sachs-Platz, wobei er zwei Jahre später zum Stadtbaurat von Nürnberg ernannt wurde. 1873 wurde er Stadtbaurat in Stuttgart. In den Jahren 1873 bis 1877 baute er die Heilbronner Synagoge. 1878 vollendete er die Synagoge in Karlsbad, und 1887 wurde die Große Synagoge in Łódź, die als Vorbild die Königsberger Synagoge hatte und von Izrael Poznański finanziert worden war, nach seinen Plänen fertiggestellt. Er soll auch in Prag und in Russland viele Sakralbauten errichtet haben.
Wolff wird in vielen Nachschlagewerken als jüdischer Architekt aufgeführt, war aber kein Jude, auch wenn er viele Synagogen baute. Seit etwa 1878 hatte er große Gesundheitsprobleme. Nach seinem frühen Tod 1885 wurde er im christlichen Teil des Stuttgarter Pragfriedhofs beigesetzt.
Zu den öffentlichen Bauten, die er ausführte oder an denen er beteiligt war, gehören u. a. der Stuttgarter Bahnhof und das Karls-Gymnasium Stuttgart.

## Werke

### Bauten
- 1859–1861: Synagoge in Stuttgart nach Vorentwürfen von Breymann
- 1863: Synagoge in Crailsheim nach Vorentwürfen von Häfne
- 1863–1868: Stuttgarter Bahnhof
- 1869: Synagoge in Ulm
- 1869–1874: Synagoge in Nürnberg
- 1873–1877: Synagoge in Heilbronn
- 1874: Johannes-Schule an der Johannes-Straße 6 und 8 in Stuttgart
- 1874–1878: Synagoge in Karlsbad
- 1876–1878: Stöckach Schule an der Sick-Straße 18 in Stuttgart
- 1876–1881: Matthäuskirche an der Möhringer Straße 52 in Stuttgart-Heslach nach den Plänen des Architekten Conrad von Dollinger, (gemeinsam mit den Architekten Stahl und Schiele)[3]
- 1877: eigenes Wohnhaus an der Alexander-Straße 8 (heute Haus Nr. 8a),
- 1877–1878: Volksschule Stuttgart-Häslach, (niedergelegt)
- 1878: Weberei Lodz für den Industriellen Israel Poznanski, (vermutlich mit Hilary Majewski)
- 1881: Städtische Gewerbehalle[4]
- 1881–1883: Einfriedung und Tor zur Kapelle auf dem israelitischen Teil des Pragfriedhof
- 1883–1884: Überdachung des Bopser-Brunnens an der Hohenheimer Straße in Stuttgart mit einem gusseisernen Pavillon im Auftrage der Stadt
- 1883–1885: Karls-Gymnasium an der Tübinger Straße 38 in Stuttgart
- 1883–1887: Große Reform-Synagoge in Lodz
- 1884–1886: Jakob Schule an der Jakobstraße 11 in Stuttgart, (gemeinsam mit P. Burkhardt)[5]
- Synagoge in Russland

### Schriften
- Informationen über die Ziegelfabrikation im Vereinsgebiet. In: Monatsschrift des Württembg. Vereins für Baukunde in Stuttgart. W. Kohlhammer'sche Buchdruckerei. Stuttgart 1876, S. 24–25. (online)